# ローマの祭り
『ローマの祭り』（ローマのまつり、伊: Feste Romane）は、イタリアの作曲家オットリーノ・レスピーギが 1928年に完成させた交響詩。「ローマ三部作」（『ローマの噴水』、『ローマの松』、および本作）の最後を飾る作品。

## 演奏時間・初演
- 演奏時間：約25分
- 初演：1929年2月21日、アルトゥーロ・トスカニーニ指揮　ニューヨーク・フィルハーモニックの第2377回定期演奏会で行われた。
- 日本初演：1957（昭和32）年9月12日、朝比奈隆指揮　関西交響楽団（現・大阪フィル）の第102回定期演奏会での演奏と考えられる。

## 楽器編成
- フルート3（3番フルートはピッコロ持ち替え）
- オーボエ2
- コールアングレ1
- クラリネット2
- 小クラリネット（Ｄ管）
- バスクラリネット
- ファゴット2
- コントラファゴット
- ホルン4
- トランペット4
- トロンボーン3
- チューバ1
- ティンパニ
- パーカッション (最低9人)
  - タンブリン
  - ラチェット
  - 鈴
  - スネアドラム
  - テナードラム
  - トライアングル
  - シンバル
  - シンバル付バスドラム
  - タムタム
  - グロッケンシュピール
  - チューブラーベル
  - シロフォン
  - タヴォレッタ2（音程の異なる2枚の小さな木の板を木槌でたたく）
- ピアノ（第1部は奏者1人、第2～4部では奏者2人でピアノ1台4手の連弾。）
- オルガン
- ブッキナ（英語版）3（古代ローマの自然ラッパ。バンダとして使用される。トランペットで代用できる。）
- マンドリン
- 第1＆第2ヴァイオリン
- ヴィオラ
- チェロ
- コントラバス

## 構成
単一楽章で4つの部分が切れ目なく演奏される。各部分は古代ローマ時代、ロマネスク時代、ルネサンス時代、20世紀の時代にローマで行われた祭りを描いたものであり、それぞれレスピーギ自身によるコメント（標題）がつけられている。以下ではその標題と構成を書いていく。
第1部　チルチェンセス Circenses
「チルコ・マッシモに不穏な空気が漂う。だが今日は市民の休日だ。『ネロ皇帝、万歳！』鉄の扉が開かれ、聖歌の歌声と野獣の唸り声が聞こえる。群衆は興奮している。殉職者たちの歌が一つに高まり、やがて騒ぎの中にかき消される。」
古代ローマでは紀元前から平和の統治のために食料や娯楽が市民に提供された。いわゆる「パンと見世物」と呼ばれる政策で、チルチェンセスとはこの見世物のことである。前座に猛獣対猛獣や人間対猛獣の闘いもあり、重罪人やキリスト教徒らが猛獣の餌食とされた。この曲ではキリスト教徒と猛獣の対峙の様子を描いている。決闘は100日を超える市民の休日に開催され、ローマの貴族や善良な市民がオペラ鑑賞のように楽しんだ。また、チルチェンセスというのは、一名アヴェ・ネローネ祭ともいい、皇帝ネロが民衆を喜ばせるために円形劇場で行ったことからその名がついた。「アヴェ・ネローネ≪Ave, Nerone!≫」は「ネロ皇帝万歳」ということに相当する。なお、決闘はチルコ・マッシモではなく、ネロの時代は円形劇場で催されていたようである。
レスピーギは、キリスト教徒たちが衆人環視の中で猛獣に喰い殺されるこの残酷な祭りの一部始終を克明に描いている。導入部では闘技場に詰めかけた市民の喚声を表す部分とブッキナによるファンファーレの部分が交互に現れる。次第に、それらは渾然一体となり興奮が高まっていく。次の低音楽器によるスタッカートの場面では解説者によって解釈が異なっており、「闘技場の扉が開き犠牲となるキリスト教徒たちが重い足取りで入場する」「鉄の扉が押し開かれて飢えたライオンが姿を現す」などがある。弦楽器や木管楽器たちがキリスト教徒たちの祈りを思わせる讃美歌風の旋律を歌い始める。一方、猛獣たちの唸り声に似た低音楽器たちが荒々しく割り込む。弦楽器と木管楽器の歌声はより発展し、速度が増し、音高も高くなっていく。これに対し、金管楽器の猛獣の唸り声もだんだん高まっていく。
第2部　五十年祭 Il Giubileo
「巡礼者たちが祈りながら街道をゆっくりとやってくる。モンテマリオの頂上方待ち焦がれた聖地がついに姿を現す。『ローマだ！ローマだ！』一斉に歓喜の歌が沸き上り、それに応えて教会の鐘が鳴り響く。」
五十年祭とは、50年ごとに行われているロマネスク時代のカトリックの祭（聖年祭）である。世界中の巡礼者たちがモンテ・マリオ (Monte Mario) の丘を登り、頂点へたどり着き、そのうれしさのあまり「永遠の都・ローマ」を讃え讃歌を歌う。それに答えて、教会の鐘がなる。古い讃美歌「キリストは蘇り給えり（Christ ist erstanden）」が使われている。
第3部　十月祭 L’Ottobrata
「カステッリ・ロマーニの十月祭はブドウの季節。狩りの合図、鐘の音、愛の歌に続き、穏やかな夕暮れのロマンティックなセレナーデが聴こえてくる。」
ローマ郊外にあるカステッリ・ロマーニという地域で、秋のぶどうの収穫を祝って開催されるルネサンス時代の祭がモチーフ。ローマの城がぶどうでおおわれ、狩りの響き、鐘の音、愛の歌に包まれる。やがて夕暮れ時になり、甘美なセレナーデが流れる。
第4部　主顕祭 La Befana
「主顕節前夜のナヴォーナ広場。お祭り騒ぎの中、ラッパの独特なリズムが絶え間なく聴こえる。賑やかな音と共に、時には素朴なモティーフ、時にはサルタレッロの旋律、屋台の手回しオルガンの旋律と売り子の声、酔っぱらいの耳障りな歌、さらには人情味豊かで陽気なストルネッロ『われらローマっ子のお通りだ！』も聞こえてくる。」
ナヴォーナ広場で行われる主顕祭前夜の祭がモチーフ。三賢人がキリストを礼拝した主顕祭は、カトリック信者にとってはクリスマス以上に重要な行事で、その騒ぎぶりも半端ではない。さらに、イタリアでは1月6日の朝、魔女のベファーナが暖炉に吊るしてある靴下に良い子だった子供にはキャンディやおもちゃ、悪い子には木炭を入れていくという民間伝承が広がり、広場にはベファーナの人形や仮装、お菓子を売る屋台等で大変にぎわう。第4部のイタリア語の標題「La Befana（ベファーナ）」は、文化の違いに配慮したのか英語では「Epiphany（エピファニー）」と表記され、日本でもその流れで「主顕祭」と訳された。
踊り狂う人々、手回しオルガン、物売りの声、酔払った人（グリッサンドを含むトロンボーン・ソロ）などが続く。強烈なサルタレロのリズムが圧倒的に高まり、狂喜乱舞のうちに全曲を終わる。

## レスピーギがスコアの冒頭に掲げたプログラム（イタリア語）
FESTE ROMANE
1. CIRCENSES
Il cielo è torvo sul Circo Massimo, ma la plebe è in festa: ≪Ave, Nerone!≫. Si schiudono le ferree porte, e viene per l’aria un canto religioso e l’urlo delle belve. La folla ondeggia e freme: impassibile, il canto dei martiri si diffonde, vince, naufraga nel tumulto.
2. IL GIUBILEO
I pellegrini si trascinano per la lunga via, pregando. Finalmente, dalla vetta del Monte Mario, appare agli occhi ardenti e alle anime anelanti la città santa: ≪Roma! Roma!≫. Un inno di giubilo prorompe, e gli risponde lo scampanio di tutte le chiese.
3. L’OTTOBRATA
Festa d’ottobre nei Castelli inghirlandati di pampini: echi di caccia, tintinnii di sonagliere, canti d’amore. Poi, nel vespero dolce, trema una serenata romantica.
4. LA BEFANA
La notte dell’Epifania in piazza Navona: un ritmo caratteristico di trombette domina il clamore frenetico: sul mareggiare fragoroso galleggiano, a quando a quando, motivi rusticani, cadenze di saltarello, la voce dell’organo meccanico d’un baraccone e l’appello del banditore, il canto rauco dell’ubriaco e il fiero stornello in cui s’espande l’anima popolaresca: ≪Lassàtece passà, semo Romani!≫.

## ブッキナについて
ブッキナは古代ローマ帝国で競技や戦いの場で兵士を鼓舞するために吹き鳴らされていた金管楽器で、まだ音を変えるヴァルブ装置などはついていないシンプルな楽器であった。
古代の金管楽器を表現する手法として、「チルチェンセス」のブッキナパートは下一点変ロ音（英：B♭1、独：B1）上の自然倍音のみで構成されている。つまり、金管楽器が唇の調節だけで出る音のみで書かれており、一般的なB♭管のトロンボーン、ホルン、バストランペット等が同じ音高の自然倍音をもっている。また、「十月祭」では冒頭のホルン・トランペットパートのファンファーレ、中間の1番ホルンソロにこれと同じ手法が用いられており、下一点ヘ音あるいは下一点ホ音上の自然倍音が用いられている。こちらも古い時代の金管楽器を表現することが目的ではないかと思われる。
※補足「十月祭」のヘ長調の旋律に変ロ音が使われているが、下一点へ音上の第11倍音はロ音であり厳密に自然倍音が使われているとは言えない。当時、ヴァルブのない金管楽器で自然倍音以外の音を出す奏法として、ホルンはベルに手を出し入れする、トランペットは楽器に音孔を開けそれを開閉すること等の奏法が行われており、ピッチを調整することが可能であった。そのため、バロック時代の作曲家の金管楽器の楽譜には正確な第11倍音であるF♯ではなく、それよりも半音低いFが使われることが見られる。他にも、ルネサンス時代の金管楽器としてツィンクという音孔をもつ楽器が使われている。ルネサンス時代の金管楽器を表現しているといえる。
古代ローマの時代から二千年近く経ったレスピーギの時代に、ブッキナが現役の楽器として使われていた訳ではない。しかし、同時代に自らの国を神聖ローマ帝国に続く第三帝国と名乗っていたナチス・ドイツによって、ブッキナを含む古代ローマの楽器が復元されていたのである。残念ながら、イタリアでも同様の動きがあったとか、ドイツから楽器を借用したという記録などは残っていないが、少なくとも「ローマの祭り」では、具体的な楽器名としてブッキナを指定していることは紛れもない事実なので、何らかの復元楽器か、その名を冠した特別注文の楽器を使用した可能性は十分に考えられる。

## 評価、作品の位置づけ
以下のような特徴指摘、あるいは評価がある。
- 『ローマの松』に比べてバンダが小規模である。
- 『ローマの噴水』『ローマの松』に比べオーケストレーションは大規模。色彩的・あざやかで派手な作品であり、通俗性が高い音楽である。
- 作曲者は生前には政治的に右寄りでオペラのピエトロ・マスカーニと共にベニート・ムッソリーニに協力したといわれる。この作品はファシズムの台頭がもたらした芸術家のイタリア礼賛と無縁ではないとみなされることもある。
- 「ローマの松」「ローマの噴水」に比べると、コンサートや録音にて演奏・収録される機会が少ない傾向にあり、かつては「松」「噴水」を録音する一方、「祭」は録音しない指揮者も存在した（たとえば、ヘルベルト・フォン・カラヤン、フリッツ・ライナーなど）。ただし近年は「祭」を含めた「ローマ三部作」で一枚のCDに収録することが多くなっている（ユージン・オーマンディ、リッカルド・ムーティ、シャルル・デュトワ、ロリン・マゼール、小澤征爾など）。

## その他
世界初演を指揮したトスカニーニは、1941年にフィラデルフィア管弦楽団、1949年にNBC交響楽団との録音を残している。特にNBC交響楽団の「ローマ三部作」は、1949～53年のモノラル録音であるにもかかわらず、名盤・決定版と評されている。